# Andre Ethier
Andre Everett Ethier (Phoenix, Arizona, 10 de abril de 1982) es un beisbolista estadounidense. Jugaba para Los Angeles Dodgers y su posición habitual es jardinero derecho. Actualmente fue Elegido de la agencia libre Para reforzar al equipo de Los Houston Astros.

## Trayectoria
Desde 2006 juega para Los Angeles Dodgers y ha participado en dos series por el campeonato de la Liga Nacional en 2008 y 2009. Su porcentaje de fildeo ha sido .983 hasta 2010. Ha tenido su mejor temporada en 2009, con 31 cuadrangulares y 106 carreras impulsadas. 

## Orígenes familiares
Andre Ethier nació el 10 de abril de 1982 en Phoenix, Arizona. Es uno de los siete vástagos de la pareja formada por Byron Ethier y Priscilla Ethier: cuatro varones de nombre Adam, Devon y Steven; y tres mujeres llamadas Catherine, Belinda y Shaye. Su padre Byron tiene orígenes mestizos de francocanadiense y cherokee, mientras que su madre Priscilla es mexicoamericana.